# Jean-Dominique Cassini
Jean-Dominique grof de Cassini IV., francoski astronom, * 30. junij 1748, Pariz, Francija, † 18. oktober 1845, Thury-sous-Clermont, Francija.
Jean-Dominique je bil sin César-Françoisa.

## Življenje in delo
Leta 1770 je izdal poročilo o potovanju v Ameriko leta 1768 kot pooblaščenec Francoske akademije znanosti (Académie des sciences) zaradi preskušanja LeRoyevih kronometrov na morju.
Kot predstojnik Observatorij v Parizu je leta 1784 nasledil svojega očeta.
V letu 1791 je izšla razprava njegovih prizadevanj iz leta 1787 o povezavi observatorijev v Parizu in Kraljevega observatorija v Greenwichu s pomočjo meritev zemljepisne dolžine. V ta namen je obiskal Anglijo in se z Méchainom in Legendrom v Sloughu srečal z Williamom Herschlom.
Dokončal je očetov topografski zemljevid Francije, ki ga je leta 1793 izdala Francoska akademija znanosti. Zemljevid je služil kot osnova za Atlas National (1791) s francoskimi departmaji.
Obnovil je Pariški observatorij, vendar je njegov položaj postal nevzdržen, in 6. septembra 1793 je dal kot njegov četrti predstojnik odpoved. Nasledil ga je de Lalande.
Med francosko revolucijo leta 1794 so Cassinija ujeli in zaprli. Po sedmih mesecih so ga izpustili in someščani so ga rešili pred smrtno kaznijo.
Bil je med ustanovnimi člani Urada za dolžine (Bureau des longitudes) leta 1795.
Njegovo delo Mémoires pour servir à l’histoire de l’observatoire de Paris iz leta 1810 vsebuje obsežno delo, pregled, ki ga je predložil Akademiji znanosti leta 1774. Knjiga vsebuje nagrobne govore za več akademikov in avtobiografijo njegovega pradeda Giovannija Domenica Cassinija I.